# Mercedes-Benz M136
La sigla Mercedes-Benz M136 identifica una piccola famiglia di motori a scoppio prodotti dal 1936 al 1957 dalla Casa automobilistica tedesca Mercedes-Benz.

## Profilo e caratteristiche

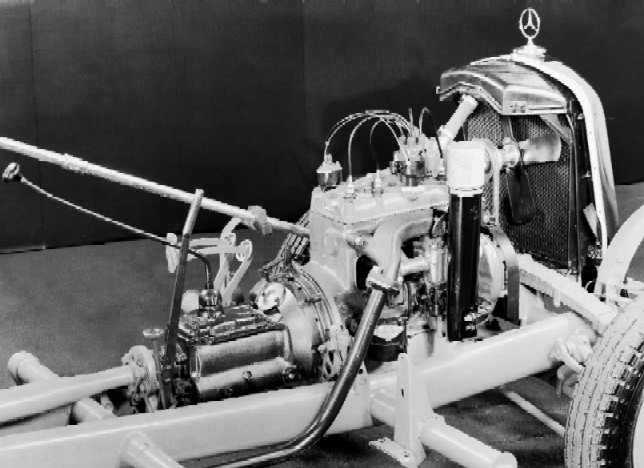
Vista di un 1.7 M136 sul telaio di una 170V

Si tratta di una piccola famiglia composta da due motori, l'uno l'evoluzione dell'altro, che hanno esordito poco prima dello scoppio della Seconda guerra mondiale, per poi riprendere la carriera al termine del conflitto. Il primo motore M136 a debuttare era un 1.7, che a partire dal 1949 è cresciuto ad 1.8 litri. L'unità più piccola è stata la sola unità motrice della Casa tedesca a passare indenne attraverso gli orrori dell'olocausto e a continuare la sua carriera anche in seguito.

L'impostazione generale dei motori M136 è di tipo tradizionale, poiché impiega alcune soluzioni non più moderne, come la distribuzione a valvole laterali.

Le caratteristiche comuni ai due motori M136 sono le seguenti:
- architettura a 4 cilindri in linea;
- basamento in ghisa;
- monoblocco di tipo sottoquadro;
- distribuzione a valvole laterali;
- alimentazione a carburatore;
- raffreddamento ad acqua.

Di seguito vengono illustrate le due versioni dei motori M136.

### Versione da 1.7 litri

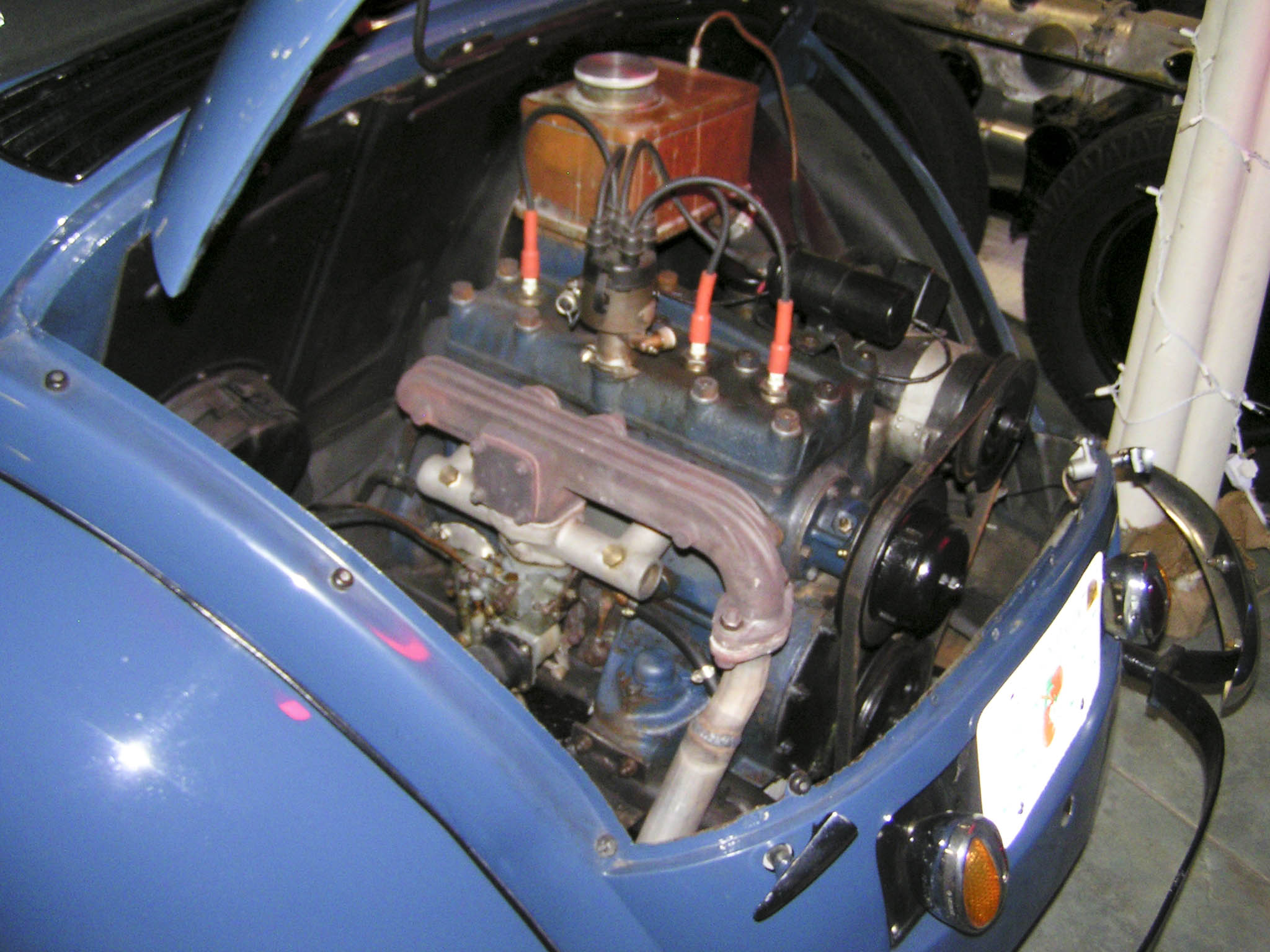
Il motore M136 sotto il cofano di una 170H

Come già detto, il primo dei due motori M136 è stato il 1.7, che nei primi anni della sua carriera era caratterizzato come segue:
- testata in ghisa;
- alesaggio e corsa: 73.5x100 mm;
- cilindrata:1697 cm³;
- rapporto di compressione: 6:1;
- potenza massima: 38 CV a 3600 giri/min;
- coppia massima: 100 Nm a 1800 giri/min;
- applicazioni:
  - Mercedes-Benz 170V (1936-50);
  - Mercedes-Benz 170 VK (1938-42);
  - Mercedes-Benz 170H (1936-39).

### Versione da 1.8 litri

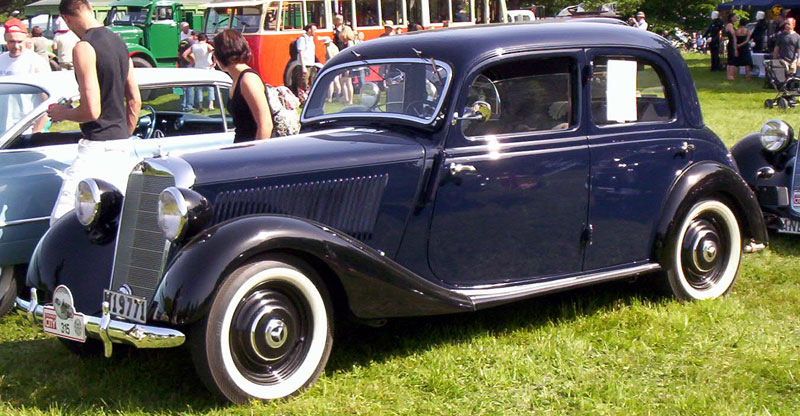
Una 170V, principale applicazione del motore M136

Nel 1949, il motore M136 da 1.7 litri è stato affiancato ed in seguito sostituito da una più prestante versione da 1.8 litri, le cui differenze rispetto alla versione precedente sono riportate di seguito:
- testata in lega di alluminio;
- alesaggio e corsa: 75x100 mm;
- cilindrata: 1767 cc;
- rapporto di compressione: 6.7:1;
- potenza massima: 52 CV a 4000 giri/min;
- coppia massima: 111.8 N·m a 1800 giri/min;
- applicazioni:
  - Mercedes-Benz 170S (1949-51);
  - Mercedes-Benz 170Sb (1951-53);
  - Mercedes-Benz 180 (1953-57).

È esistita anche una variante depotenziata del 1.8 M136, che differiva per il rapporto di compressione, passato da 6.7 a 6.5:1, e con conseguente calo delle prestazioni. In primo luogo la potenza massima si fermava a 45 CV a 3600 giri/min, mentre la coppia massima era di 107 N·m a 1800 giri/min. Le applicazioni del 1.8 M136 in questa nuova configurazione comprendono:
- Mercedes-Benz 170Va (1950-51);
- Mercedes-Benz 170Vb (1951-53);
- Mercedes-Benz 170S-V (1953-55).